# Petra Liermann
Petra Liermann (* 1971 in Dortmund) ist eine deutsche Schriftstellerin und Lektorin, die vor allem mit ihren autobiographischen Romanen Bekanntheit erlangte.

## Leben und Werk
Als ehemalige Beamtin wanderte die Autorin 2002 nach Ägypten aus und arbeitete dort als Chefsekretärin einer großen Hotelkette. Nachdem sie jedoch mit physischer Gewalt in der Ehe konfrontiert wurde, floh sie zurück nach Deutschland und brachte ihre Geschichte zu Papier. Diese Biographie erscheint aktuell im Franzius Verlag. Es folgten weitere Romane. Außerdem verfasst die Schriftstellerin  Ratgeberliteratur im Bereich Lebenshilfe.

## Veröffentlichungen
- Sand in ihren Schuhen, Franzius Verlag, 2015, ISBN 978-3945509302.
- Wind in ihren Haaren, Franzius Verlag, 2016, ISBN 978-3960500131.
- Liebe und Gewalt: Wahre Begebenheiten der Leser von "Sand in ihren Schuhen", Franzius Verlag, 2016, nur als E-Book.
- Weiblichkeit leben: Zurück in die Steinzeit oder vorwärts in ein neues Leben, Franzius Verlag, 2017, ISBN 978-3960500674.
- Eine Seele in zwei Körpern, Franzius Verlag, 2018, ISBN 978-3960501183.